# NHL Expansion Draft 2021
Der NHL Expansion Draft 2021 wurde am 21. Juli 2021 von der National Hockey League (NHL) durchgeführt. Der Expansion Draft wurde ausgetragen, da die NHL zur Saison 2021/22 um ein Franchise aufgestockt wurde und der Kader des neu gegründeten Teams, der Seattle Kraken, mit Spielern gefüllt werden musste. Es war der 13. Expansion Draft in der Geschichte der Liga und der zweite in vier Jahren, nachdem 2017 die Vegas Golden Knights in die NHL aufgenommen wurden.

## Regeln
→ für eine Auflistung aller geschützten Spieler siehe NHL Expansion Draft 2021/Geschützte Spieler
Die Regularien des Drafts entsprachen im Wesentlichen denen des NHL Expansion Draft 2017, mit der Ausnahme, dass die 2017 in die NHL aufgenommenen Vegas Golden Knights vom Expansion Draft „geschützt“ waren und somit keinen Spieler abgeben mussten.
Jedes Team durfte entweder sieben Stürmer, drei Verteidiger und einen Torhüter oder acht Feldspieler unabhängig ihrer Spielposition sowie einen Torhüter vor dem Auswahlprozess schützen. Die Wahl der jeweiligen Option oblag jedem Franchise selbst. Für letztere Option, die somit effektiv zwei geschützte Spieler weniger umfasste, entschieden sich nur drei der 30 Teams. Von diesen wiederum schützten Tampa und Toronto vier Verteidiger und vier Angreifer, während die Nashville Predators gar fünf Abwehrspieler und nur drei Stürmer wählten. Unabhängig von den offiziellen Listen konnten sich jedoch alle Teams auf Tauschgeschäfte mit den Seattle Kraken einigen und ihnen zusätzliche Spieler oder Draft-Wahlrechte überlassen, wenn dafür im Expansion Draft bestimmte Spieler ausgewählt oder gerade nicht ausgewählt werden. Davon machten die Teams in der Folge jedoch keinen Gebrauch.
Die Auswahl der zu schützenden Akteure beinhaltete lediglich Spieler, die seit mindestens zwei Jahren Profis sind – egal, ob in der National Hockey League oder der American Hockey League. Spieler mit weniger als zwei Jahren Profierfahrung oder noch nicht verpflichtete Talente aus einem zurückliegenden NHL Entry Draft waren für den Expansion Draft nicht verfügbar. Spieler mit einer No-Movement-Clause (NMC) in ihrem Vertrag mussten von den Teams zwingend geschützt werden, es sei denn, der Spieler verzichtete freiwillig auf die Durchsetzung der Klausel. Die Klausel bewirkt im Normalfall, dass ein Spieler ohne seine Zustimmung weder innerhalb der Liga zu einem anderen Franchise noch über den Waiver zu einem Farmteam transferiert werden kann.
Zudem waren die 30 Franchises bei der Nominierung ihrer für das neue Team verfügbaren Spieler an gewisse Kriterien gebunden:
1. Einer der Verteidiger, der auch in der Saison 2021/22 beim Team unter Vertrag stünde, musste entweder in der zurückliegenden Spielzeit mindestens 40 oder in den beiden zurückliegenden Spielzeiten zusammen 70 Partien in der NHL bestritten haben.
2. Zwei der Stürmer, die auch in der Saison 2021/22 beim Team unter Vertrag stünden, mussten entweder in der zurückliegenden Spielzeit mindestens 40 oder in den beiden zurückliegenden Spielzeiten zusammen 70 Partien in der NHL bestritten haben.
3. Ein Torhüter musste auch in der Saison 2021/22 beim Team unter Vertrag stehen oder vor Beginn der Saison 2021/22 als Restricted Free Agent gelten.

Für das Expansion-Franchise galten bei der Spielerauswahl folgende Regeln:
1. Das Franchise muss jeweils einen Spieler von jedem der 30 existierenden Franchises auswählen.
2. Das Franchise muss mindestens 14 Stürmer, neun Verteidiger und drei Torhüter auswählen.
3. Das Franchise muss mindestens 20 Spieler auswählen, die für die Saison 2021/22 einen gültigen Vertrag besitzen.
4. Der Salary Cap des neu zusammengestellten Teams, also die Gesamtheit der Gehälter der gewählten Spieler, muss einen Wert zwischen 60 und 100 Prozent des Salary Cap des Vorjahres haben.

Des Weiteren darf das Expansion-Franchise keinem erworbenen Spieler seinen Vertrag vor dem Sommer 2022 ausbezahlen (buy-out). Damit soll vermieden werden, dass Teams viele Spieler mit unwirtschaftlichen Verträgen abgeben, um sich so einen finanziellen Vorteil zu verschaffen. Zudem dürfen vor dem Draft transferierte Spieler erst nach dem 1. Januar 2022 an ihr ehemaliges Team zurücktransferiert werden.

## Draft-Ergebnis
Das Ergebnis nach den vier Divisionen geordnet in alphabetischer Reihenfolge bekanntgegeben.
Legende: G = Torhüter; D = Verteidiger; C = Center; LW = Linker Flügelstürmer; RW = Rechter Flügelstürmer
| #   | Spieler          | Nat.               | Pos | Vorheriges NHL-Team   |
| --- | ---------------- | ------------------ | --- | --------------------- |
| 01. | Jérémy Lauzon    | Kanada             | D   | Boston Bruins         |
| 02. | Will Borgen      | Vereinigte Staaten | D   | Buffalo Sabres        |
| 03. | Dennis Cholowski | Kanada             | D   | Detroit Red Wings     |
| 04. | Chris Driedger   | Kanada             | G   | Florida Panthers      |
| 05. | Cale Fleury      | Kanada             | D   | Canadiens de Montréal |
| 06. | Joey Daccord     | Vereinigte Staaten | G   | Ottawa Senators       |
| 07. | Yanni Gourde     | Kanada             | C   | Tampa Bay Lightning   |
| 08. | Jared McCann     | Kanada             | LW  | Toronto Maple Leafs   |
| 09. | Morgan Geekie    | Kanada             | RW  | Carolina Hurricanes   |
| 10. | Gavin Bayreuther | Vereinigte Staaten | D   | Columbus Blue Jackets |
| 11. | Nathan Bastian   | Kanada             | RW  | New Jersey Devils     |
| 12. | Jordan Eberle    | Kanada             | RW  | New York Islanders    |
| 13. | Colin Blackwell  | Vereinigte Staaten | C   | New York Rangers      |
| 14. | Carsen Twarynski | Kanada             | LW  | Philadelphia Flyers   |
| 15. | Brandon Tanev    | Kanada             | LW  | Pittsburgh Penguins   |
| 16. | Vítek Vaněček    | Tschechien         | G   | Washington Capitals   |
| 17. | Tyler Pitlick    | Vereinigte Staaten | C   | Arizona Coyotes       |
| 18. | John Quenneville | Kanada             | C   | Chicago Blackhawks    |
| 19. | Joonas Donskoi   | Finnland           | RW  | Colorado Avalanche    |
| 20. | Jamie Oleksiak   | Kanada             | D   | Dallas Stars          |
| 21. | Carson Soucy     | Kanada             | D   | Minnesota Wild        |
| 22. | Calle Järnkrok   | Schweden           | RW  | Nashville Predators   |
| 23. | Vince Dunn       | Kanada             | D   | St. Louis Blues       |
| 24. | Mason Appleton   | Vereinigte Staaten | C   | Winnipeg Jets         |
| 25. | Haydn Fleury     | Kanada             | D   | Anaheim Ducks         |
| 26. | Mark Giordano    | Kanada             | D   | Calgary Flames        |
| 27. | Adam Larsson     | Schweden           | D   | Edmonton Oilers       |
| 28. | Kurtis MacDermid | Kanada             | D   | Los Angeles Kings     |
| 29. | Alexander True   | Danemark           | C   | San Jose Sharks       |
| 30. | Kole Lind        | Kanada             | RW  | Vancouver Canucks     |

## Aktivitäten nach dem Expansion Draft

### Transfers
Nach dem Draft vollzogen die Seattle Kraken mit den im Expansion Draft erhaltenen Spielern folgende Transfers:
- Tyler Pitlick wurde am 22. Juli 2021 im Tausch für ein Viertrunden-Wahlrecht im NHL Entry Draft 2022 an die Calgary Flames abgegeben.
- Kurtis MacDermid wurde am 27. Juli 2021 im Tausch für ein Viertrunden-Wahlrecht im NHL Entry Draft 2023 an die Colorado Avalanche abgegeben.
- Vítek Vaněček wurde am 28. Juli 2021 im Tausch für ein Zweitrunden-Wahlrecht im NHL Entry Draft 2023 zurück zu den Washington Capitals transferiert.
- Calle Järnkrok wurde am 18. März 2022 im Tausch für ein Zweitrunden-Wahlrecht im NHL Entry Draft 2022, Drittrunden-Wahlrecht im NHL Entry Draft 2023 und Siebtrunden-Wahlrecht im NHL Entry Draft 2024 an die Calgary Flames abgegeben.
- Mark Giordano und Colin Blackwell wurden am 20. März 2022 im Tausch für Zweitrunden-Wahlrechte im NHL Entry Draft 2022 und NHL Entry Draft 2023 sowie ein Drittrunden-Wahlrecht im NHL Entry Draft 2024 an die Toronto Maple Leafs abgegeben.
- Jérémy Lauzon wurde am 20. März 2022 im Tausch für ein Zweitrunden-Wahlrecht im NHL Entry Draft 2022 an die Nashville Predators abgegeben.
- Mason Appleton wurde am 20. März 2022 im Tausch für ein Viertrunden-Wahlrecht im NHL Entry Draft 2023 zurück zu den Winnipeg Jets transferiert.

### Free Agency
Folgende Spieler wurden durch den Ablauf ihres Vertrages zum Beginn der Free-Agent-Verpflichtungsperiode am 28. Juli 2021 sogenannte Free Agents und verließen das Team:
- Gavin Bayreuther unterschrieb am 28. Juli 2021 einen Zweijahresvertrag bei den Columbus Blue Jackets und kehrte somit zu seinem vorherigen Team zurück.
- John Quenneville unterschrieb am 5. September 2021 einen Einjahresvertrag bei den ZSC Lions aus der Schweiz.

### Waiver
Folgende Spieler wurden über den Waiver von anderen Franchises ausgewählt:
- Dennis Cholowski wurde am 14. Oktober 2021 von den Washington Capitals gewählt, die damit seinen laufenden Vertrag übernahmen. Er kehrte am 9. Februar 2022 über den Waiver wieder nach Seattle zurück.
- Nathan Bastian wurde am 25. November 2021 von den New Jersey Devils gewählt, die damit seinen laufenden Vertrag übernahmen.